# Benito Juárez, Chiconcuautla
Benito Juárez är en ort i Mexiko.   Den ligger i kommunen Chiconcuautla och delstaten Puebla, i den sydöstra delen av landet, 140 km nordost om huvudstaden Mexico City. Benito Juárez ligger 1 630 meter över havet och antalet invånare är 412.
Terrängen runt Benito Juárez är huvudsakligen kuperad, men österut är den bergig. Runt Benito Juárez är det ganska tätbefolkat, med 160 invånare per kvadratkilometer. Närmaste större samhälle är Huauchinango, 12,9 km norr om Benito Juárez. I omgivningarna runt Benito Juárez växer i huvudsak blandskog.